# مجزرة غلينكو
وقعت مجزرة غلينكو في مرتفعات اسكتلندا في 13 فبراير 1692. قُتل خلالها أكثر من 30 شخص من أعضاء عشيرة غلينكو ماكدونالدز على يد قوات الحكومة الاسكتلندية، بحجة عدم ولائهم للملوك الجدد، ويليام الثاني وويليام الثالث وماري الثانية.
صعد تيار اليعاقبة في عام 1689 في اسكتلندا، لكنه لم يعد يمثل تهديدًا خطيرًا بحلول مايو 1690، استمرت الاضطرابات في المرتفعات النائية التي استهلكت فيها الموارد خلال حرب التسع سنوات في فلاندرز، وفي أواخر عام 1690 وافقت الحكومة الاسكتلندية على دفع 12000 جنيه إسترليني لعشائر اليعاقبة مقابل قسم الولاء، لكن النزاع احتدم بين رؤساء العشائر حول تقسيم الأموال ولم يصلوا لتوافق بينهم.
قرر وزير الخارجية اللورد ستاير أن يمارس ضغوطًا شديدة على عشيرة ماكدونالد بأوامر من الملك ويليام. لم تكن عائلة غلينكو ماكدونالدز العائلة الوحيدة التي تأخرت في تقديم الولاء للملك، فعائلة كيبوتش ماكدونالدز تأخرت أيضًا حتى أوائل فبراير، ورغم أن سبب هذا التأخر غير معروف بدقة، لكن يعتقد أن خلافات العشائر الداخلية كانت السبب الأساسي في ذلك.
كانت مذبحة غلينكو غير عادية في القرن السابع عشر، رغم وجود أمثلة مشابهة في التاريخ الإسكتلندي، لكن وحشيتها صدمت معاصريها، وأصبحت عنصرًا مهمًا في استمرار اليعقوبية في مرتفعات اسكتلندا خلال النصف الأول من القرن الثامن عشر.

## خلفية
يشير المؤرخون إلى أن مرتفعات اسكتلندا في أواخر القرن السابع عشر كانت أكثر سلمية وأمانًا مما كان يعتقد سابقًا، ويعود ذلك جزئيًا إلى القانون الذي كان يُغرم الزعماء على الجرائم التي يرتكبها رجال عشيرتهم. كان الاستثناء الوحيد لذلك هي مرتفعات لوتشابير التي كانت تعتبر كملاذ لقطاع الطرق ولصوص الماشية الفارين من المسؤولين الحكوميين وغيرهم من زعماء العشائر وقبائل الغال. استقرت أربع عشائر في مرتفعات لوتشابير هي: آل غلينكو وكيبوتش ماكدونالدز وماكغريغورز وكاميرون.
قاد الملك جيمس حملة لإعادة بسط نفوذه على إيرلندا واسكتلندا في مارس 1689. انضمت عشائر كاميرون وكيبوتش ماكدونالدز إلى قوة صغيرة جندها الفيسكونت دندي في حملة داعمة للملك في اسكتلندا. قتل دندي و600 مقاتل من جيشه خلال المعركة التي انتصر فيها الملك جيمس في كيليكرانكي في 27 يوليو، وعلى الرغم من انتهاء المقاومة اليعقوبية المنظمة بعد معركة كرومديل في مايو 1690، إلا أن الكثير من المرتفعات ظلت خارج سيطرة الحكومة المركزية. كان السلام في مرتفعات اسكتلندا يتطلب السيطرة على لوتشابير، ما أعطى لهذه المنطقة أهمية إستراتيجية أكبر بكثير مما تبدو عليه.

## الولاء لوليام وماري
عقدت الحكومة الاسكتلندية سلسلة من الاجتماعات مع رؤساء اليعاقبة بعد معركة كيليكرانكي، وقدمت شروطًا متنوعة بحسب مجريات الأحداث في أيرلندا واسكتلندا. عرض وزير الخارجية الإسكتلندي اللورد ستير في مارس 1690 أكثر من 12000 جنيه إسترليني مقابل قسم الولاء للملك وليام. وافق قادة اليعاقبة على القيام بذلك خلال إعلان يونيو 1691 في أشالادر، وفي 26 أغسطس صدر إعلان ملكي يمنح العفو عن أي شخص يؤدي قسم الولاء قبل 1 يناير 1692، مع توعد بعقوبات شديدة لأولئك الذين لم يتعهدوا بالولاء للملك الجديد وليام.
طلب رؤساء العشائر من الملك جيمس السماح لهم بأداء قسم الولاء لوليام في أوائل أكتوبر، ما لم يتمكن من شن غزو قبل 1 يناير، وهو الأمر الذي كانوا يعلمون أنه مستحيل حالة كانوا يعلمون أنها مستحيلة. أرسل جيمس موافقته في 12 ديسمبر واستلمتها عشيرة غلينغاري في 23 ديسمبر ولم يعلنوا عنها حتى يوم 28، وكان أحد أسباب التأجيل وإخفاء الرسالة الصراع الداخلي على السلطة بين العناصر البروتستانتية من عشيرة ماكدونالد مثل غلينكو والأقلية الكاثوليكية بقيادة غلينغاري.
توجه ماكلين أحد قادة عشيرة غلينكو إلى فورت وليام في 30 ديسمبر لأداء قسم الولاء أمام الحاكم المقدم جون هيل، ونظرًا لأنه لم يكن مخولًا بقبولها أرسل هيل ماكلين إلى القاضي كولين كامبل ليؤكد وصوله قبل الموعد النهائي، قبل السير كامبل القسم وعاد ماكلين إلى بيته. لم تقسم عشيرة غلينغاري حتى 4 فبراير، ونتيجة لذلك استبعد ماكلين فقط من الغرامة التي كانت مفروضة من قبل الملك على من لم يؤدِ قسم الولاء.
أصدر البرلمان مرسومًا بمصادرة أراضي المتخلفين في عام 1690، وحرم غلينغاري من أراضيهم، لكنهم استمروا بالاحتفاظ بقلعة إنفيرغاري التي كان فيها حامية الضباط اليعقوبيين الكبار ألكسندر كانون وتوماس بوشان، ولكن بعد عامين من المفاوضات تعرَّض الوزير شتاير لضغوط كبيرة من أجل العفو عن عشيرة غلينغاري، وحدث ذلك بالفعل وعادت أراضيهم إليهم، وبقي العداء بين عشيرة غلينكو ماكدونالدز والحكومة، لأنها في النهاية كانت عبارة عن عشيرة صغيرة لها عدد قليل من الأصدقاء وأعداء أقوياء وذوي نفوذ كبير.

## المجزرة
وصلت فرقتان أو ما يقرب 120 رجلاً في أواخر يناير 1692 من إيرل أوف أرغيلز إلى غلينكو قادمين من قلعة إنفيرغاري تحت قيادة روبرت كامبل من غلينليون، وهو إقطاعي محلي كانت ابنة أخته متزوجة من أحد أبناء ماكلين. حمل كامبل أوامر بأخذ ربع ثروات العشيرة، وهي طريقة بديلة لدفع الضرائب في مجتمع لا يتعامل بالنقود، وكان آل غلينكو ماكدونالدز قد تعرضوا لنفس الطريقة عندما كانوا محاصرين من جنود آل كامبل الذين كانوا يعملون في جباية الضرائب من المرتفعات في عام 1678.
بدأ تشكيل أفواج المرتفعات من خلال تعيين النقباء أولاً، بحيث كان كل منهم مسؤول عن تجنيد ستين رجلاً من ممتلكاته الخاصة، ويبدو أن الغالبية العظمى جاءت من مناطق في أرجيل. أمر هيل المقدم جيمس هاميلتون في 12 فبراير بأخذ 400 رجل وسد المخارج الشمالية من غلينكو في كينلوشليفن، وفي هذه الأثناء انضم 400 رجل آخر تحت قيادة الرائد دنكانسون إلى مفرزة غلينليون في الشمال مع أوامر بقتل أي شخص يعثرون عليه ونهب الممتلكات وحرق المنازل. تلقى غلينليون أوامر خطية من دنكانسون في مساء يوم 12 فبراير، تظهر شكوكاً حول قدرته أو رغبته في تنفيذ الأوامر، مع التأكيد على تنفيذ الهجوم دون أي رحمة أو محاباة، وإلا سوف يعتبر غير مخلص للملك والحكومة.
قُتل مكيلن زعيم العشيرة لكن ولديه هربا، وأعطيت اللجنة التي تشكلت عام 1695 أرقامًا مختلفة لإجمالي الوفيات. قتل 38 شخصًا بحسب أقوال رجال هاملتون، بينما زعم أفراد عائلة ماكدونالدز أن العدد الذي كانوا يعرفون أنه قتل كان حوالي 25.
أدت المخاوف من غزو فرنسي في مايو إلى سحب قوات عائلة أرغيلز إلى برينتفورد في إنجلترا، ثم فلاندرز، وظلت القوات هناك حتى انتهاء حرب التسع سنوات في عام 1697، توفي غلينليون في بروج في أغسطس 1696، وقتل دنكانسون في إسبانيا في مايو 1705، نجا دروموند الذي شارك في مجزرة اسكتلندية شهيرة أخرى عُرفت بمجزرة دارين.
1. ↑  MacInnes 1986، صفحات 174–176.
2. ↑  Lang 1912، صفحات 284–286.
3. ↑  Lenman 1980، صفحات 37–38.
4. ↑  MacInnes 1986، صفحة 195.
5. ↑  MacInnes 1986، صفحات 193–194.
6. ↑  Harris 2007، صفحة 439.
7. ↑  Gordon 1845، صفحات 44–47.
8. ↑  Levine 1999، صفحة 139.
9. ↑  Levine 1999، صفحة 140.
10. ↑  Buchan 1933، صفحة 59.
11. ↑  Szechi 1994، صفحة 30.
12. ↑  Goring 2014، صفحات 94–96.
13. ↑  Goring 2014، صفحات 97–100.
14. ↑  Cobbett 1814، صفحة 904.
15. ↑  Levine 1999، صفحة 141.
16. ↑  MacConechy 1843، صفحة 77.
17. ↑  Kennedy 2014، صفحة 141.
18. ↑  Lenman & Mackie 1991، صفحات 238–239.
19. ↑  Argyll Transcripts 1891، صفحات 12–24.
20. ↑  Somers 1843، صفحة 538.
21. ↑  Cobbett 1814، صفحات 902–903.
22. ↑  Somers 1843، صفحة 536.
23. ↑  Prebble 1968، صفحة 103.
24. ↑  Somers 1843، صفحة 537.
25. ↑  Howell 2017، صفحة 903.